# Écône
Écône is een dorpje in het Zwitserse kanton Wallis. Het dorpje wordt omringd door wijngaarden en bergen. Het is bekend vanwege de uitgebreide ski-faciliteiten, maar vooral door het priesterseminarie van de Priesterbroederschap Sint Pius X, dat door de later geëxcommuniceerde bisschop Lefebvre is opgericht.

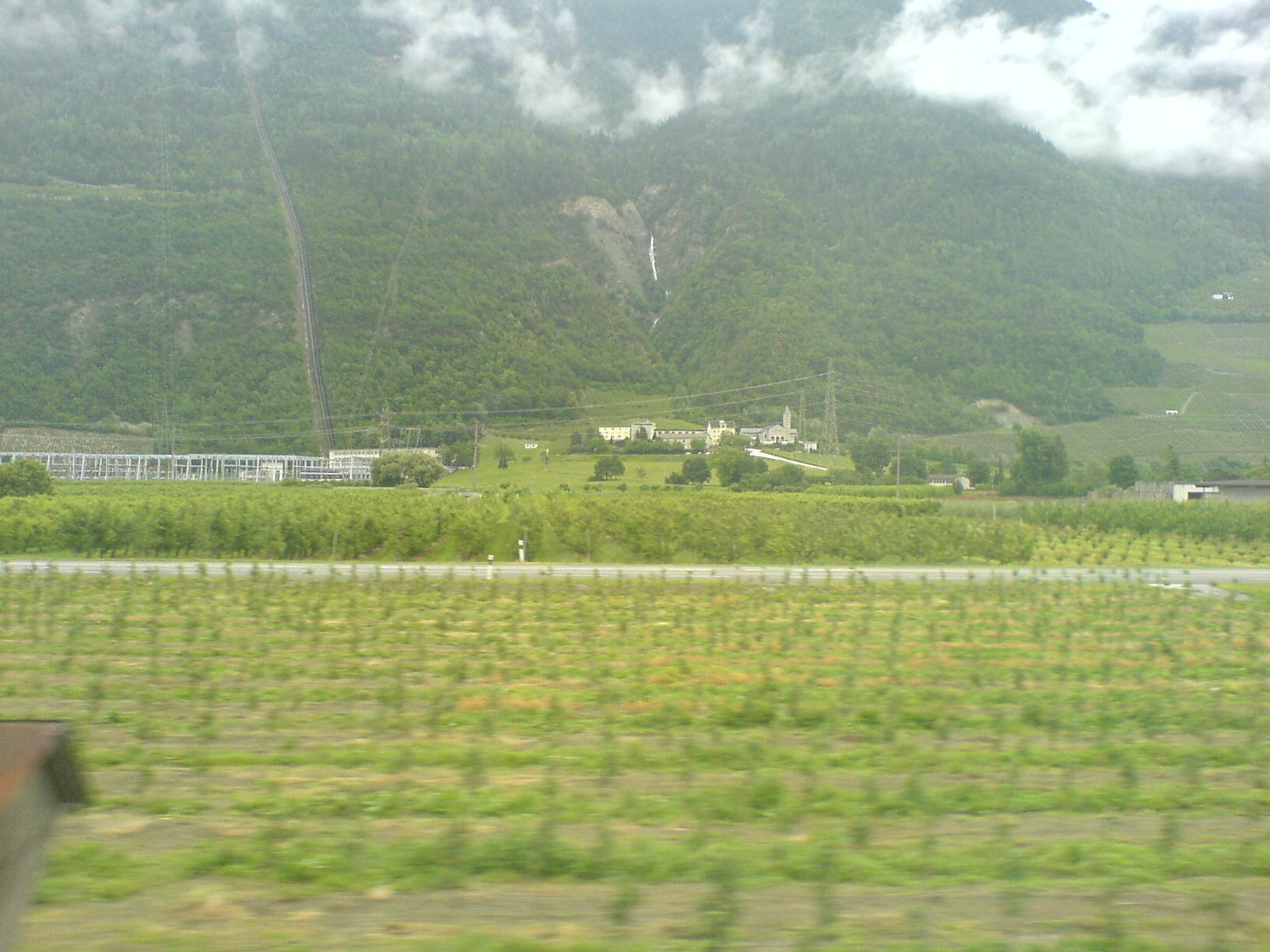
Ecône